# Jugoslávie na Letních olympijských hrách 1928
Jugoslávii na Letních olympijských hrách 1928 v nizozemském Amsterdamu reprezentovalo 34 mužů v 6 sportech.

## Medailisté
| Medaile | Jméno | Sport                | Disciplína                 |
| ------- | --- | -------------------- | -------------------------- |
| Zlato   | Leon Štukelj | Sportovní gymnastika | Muži kruhy                 |
| Stříbro | Josip Primožič | Sportovní gymnastika | Muži bradla                |
| Bronz   | Leon Štukelj | Sportovní gymnastika | Muži víceboj – jednotlivci |
| Bronz   | Stane Derganc | Sportovní gymnastika | Muži přeskok               |
| Bronz   | Eduard Antonijevič Dragutin Cioti Stane Derganc Boris Gregorka Anton Malej Ivan Porenta Josip Primožič Leon Štukelj | Sportovní gymnastika | Družstvo mužů              |